# Lisa Andreas
Lisa Andreas (n. 22 decembrie 1987) este o cântăreață engleză cu origini cipriote. A reprezentat Ciprul la concursul Eurovision 2004 și a ieșit pe locul 5.